# Czartowiec (województwo lubelskie)
Czartowiec – wieś w Polsce położona w województwie lubelskim, w powiecie tomaszowskim, w gminie Tyszowce.
W latach 1954–1959 wieś należała i była siedzibą władz gromady Czartowiec, po jej zniesieniu w gromadzie Tyszowce. W latach 1975–1998 miejscowość administracyjnie należała do województwa zamojskiego.
Wieś jest sołectwem w gminie Tyszowce. Według Narodowego Spisu Powszechnego z roku 2011 wieś liczyła 152 mieszkańców.
Wieś jest siedzibą rzymskokatolickiej parafii Przemienienia Pańskiego w Czartowcu. W Czartowcu znajduje się zabytkowy kościół Przemienienia Pańskiego, wzniesiony w XIX w. jako cerkiew unicka. W latach 1875–1919 i 1943–1944 była to świątynia prawosławna. W 1944 we wsi został zamordowany prawosławny ks. Piotr Ohryzko, w 2003 kanonizowany jako jeden z męczenników chełmskich i podlaskich. 